# Pôle d'équilibre territorial et rural du Segréen
Le Pôle d'Équilibre Territorial et Rural du Segréen (PETR du Segréen), précédemment dénommé « Anjou Bleu, Pays Segréen », est une structure intercommunale regroupant plusieurs intercommunalité à fiscalité propre du Nord-Ouest du département de Maine-et-Loire dans la région Pays de la Loire. Son périmètre correspond à l'arrondissement de Segré-en-Anjou Bleu. L'usage conserve sa dénomination d'« Anjou Bleu » à distinguer d'Anjou Bleu Communauté créé au 1er janvier 2017 et qui est l'une de ses deux communautés de communes membres.

## Composition
Ce territoire regroupe deux communautés de communes : 
- Anjou Bleu Communauté (11 communes)
- Communauté de communes des Vallées du Haut-Anjou (15 communes)

Soit vingt-six communes :
1. Angrie
2. Armaillé
3. Bécon-les-Granits
4. Bouillé-Ménard
5. Bourg-l'Évêque
6. Candé
7. Carbay
8. Challain-la-Potherie
9. Chambellay
10. Chazé-sur-Argos
11. Chenillé-Champteussé
12. Erdre-en-Anjou
13. Grez-Neuville
14. Les Hauts-d'Anjou
15. La Jaille-Yvon
16. Juvardeil
17. Le Lion-d'Angers
18. Loiré
19. Miré
20. Montreuil-sur-Maine
21. Ombrée d'Anjou
22. Saint-Augustin-des-Bois
23. Sceaux-d'Anjou
24. Segré-en-Anjou Bleu
25. Thorigné-d'Anjou
26. Val d'Erdre-Auxence

## Historique
Fondé sur le statut de Pays qui avait été introduit en 1995 par la loi d'orientation pour l'aménagement et le développement du territoire (LOADT, dite Loi Pasqua) et complétée en 1999 (LOADDT, dite Loi Voynet), le Pays du Haut-Anjou Segréen se faisait appeler l'Anjou bleu, Pays segréen depuis février 2008.
Le PETR du Segréen, né le 9 décembre 2014, résulte de la transformation du syndicat mixte Anjou Bleu, Pays Segréen (loi Voynet) telle que définie par la loi MAPTAM du 27 janvier 2014,.

## Compétences
Les domaines de compétences du PETR sont :
- Action sociale
- Activités culturelles ou socioculturelles
- Schéma de cohérence territoriale (SCOT)
- Tourisme
- Préfiguration et fonctionnement des Pays

## Fonctionnement
Le PETR du Segréen est dirigé par un Conseil Syndical représenté par un Président et composé des élus représentant les 29 communes (précédemment 67 communes) qui composent le Segréen, et d'un Bureau Syndical émanant directement du Conseil Syndical. Il se réunit à l'initiative du Président et prépare les questions qui sont soumises aux délibérations du Comité Syndical. Le PETR dispose également d'un Conseil de développement dont le rôle est consultatif.

## Économie
On trouve sur son territoire plusieurs sites touristiques :
- La Mine bleue de Noyant-la-Gravoyère, propriété du PETR, qui propose une visite d'un ancien site ardoisier ainsi qu'une descente dans les galeries de la mine, à plus de 130 mètres de profondeur.
- Le Domaine de la Petite Couère à Châtelais, qui rassemble un "bourg 1900" grandeur nature, un parc animalier de plus de 500 animaux, ainsi que des collections de voitures anciennes et de matériel rural.
- Le Haras national de l'Isle Briand au Lion-d'Angers accueille les visiteurs à pied ou en calèche d'avril à septembre. Le Mondial du Lion s'y déroule en octobre tous les ans et a fêté ses 25 ans en 2010.
- Le château et la ville fortifiée de Pouancé, ainsi que ses balades en bord de Verzée.
- Le Château de Challain-la-Potherie, surnommé le Petit Chambord de l'Anjou

On y trouve également un réseau culturel, le Réseau HAMAC (Haut Anjou Musiques et Activités Culturelles), qui regroupe des associations du territoire : La Centrale 7 à Nyoiseau, Chaou Baou à Noyant la Gravoyère, Les Mineurs de Son à La Pouêze, La NNC à Chateauneuf sur Sarthe et des membres des Moissons Rock à Pouancé. Ces associations organisent des événements culturels tout au long de l'année sur le territoire.